# Padilla ombimanga
Padilla ombimanga là một loài nhện trong họ Salticidae.
Loài này thuộc chi Padilla. Padilla ombimanga được Daniela Andriamalala miêu tả năm 2007.